# Colposcenia aliena
Colposcenia aliena är en insektsart som först beskrevs av Löw 1881.  Colposcenia aliena ingår i släktet Colposcenia och familjen rundbladloppor. Inga underarter finns listade i Catalogue of Life.